# Ахтар, Фархан
Фархан Ахтар (хинди फ़रहान अख़्तर, англ. Farhan Akhtar; род. 9 января 1974, Бомбей) — индийский режиссёр, актёр, продюсер, сценарист и телеведущий.

## Биография
Фархан родился 9 января 1974 года в Бомбее в семье сценариста Джаведа Ахтара и его супруги Хани Ирани. Его старшая сестра — сценарист и режиссёр Зоя Ахтар. Его родители развелись в течение первых дней его жизни, а в 1984 году отец женился на актрисе Шабане Азми, которая стала ему мачехой.
Фархан начал карьеру с работы ассистентом режиссёра в фильме «Мгновения любви» (1991), когда ему было 17 лет, а затем открыл агентство «Script Shop», где провёл следующие 3 года. Он также был ассистентом Панкаджа Парашара на съёмках Himalay Putra в 1997 году
В 1999 году он открыл компанию Excel Entertainment Pvt. Ltd. вместе с Ритешем Видхвани. В 2001 году состоялся его дебют в качестве режиссёра с фильмом «Желание сердца», который получил позитивную оценку, завоевав множество наград, и имел коммерческий успех. Критик Зия ус Салам похвалила режиссуру Ахтара и прокомментировала для The Hindu: «В своем первом деле, сын Джаведа Ахтара показывает достаточно проблесков его родословной, которые служат признаком того, что посулы будут исполнены скорее рано, чем поздно».
В 2004 году он снял фильм «Цель жизни», о человеке который хотел добиться всего самостоятельно. Однако фильм провалился в прокате, став для его первым провалом в качестве режиссёра.
В 2006 году Ахтар выпустил фильм «Дон. Главарь мафии», который являлся ремейком одноимённого фильма 1978 года и также как оригинал имел коммерческий успех в прокате Зрителям особо запомнились диалоги
В 2008 году состоялся его актёрский и певческий дебют в фильме «Играем рок!!», в котором он исполнил пять песен, а также использовал свои навыки игры на гитаре, которые он совершенствовал с начала режиссёрской карьеры. Фильм имел коммерческий успех, а Ахтар получил Filmfare Award за лучшую дебютную мужскую роль.
В 2013 году он снялся в фильме «Беги, Милка, беги!», где он сыграл бегуна-спринтера Милку Сингха. Ради роли он долго тренировался, изучил биографию самого Милки и отрастил бороду. Фильм имел коммерческий успех и принёс ему Filmfare Award за лучшую мужскую роль.
В 2015 году Фархан сыграл одну из ролей второго плана в фильме своей сестры «Пусть сердце бьется», который имел коммерческий успех, и спел одну из песен к нему в дуэте с Приянкой Чопрой
В 2017 году он исполнил роль заключенного, готовившего групповой побег из тюрьмы и параллельно организовавшего музыкальную группу, в фильме Lucknow Central. Фильм вышел 15 сентября, получил смешанные отзывы критиков и провалился в прокате

## Личная жизнь
В 2000 году Фархан женился на Адхуне Бхабани, с которой они встречались 3 года. Молодые люди познакомились на съёмках его дебютного фильма «Желание сердца», где она работала стилистом по причёскам. А браке родились две дочери: Шакия и Акира. В январе 2016 года Фархан и Адхуна развелись.

## Фильмография

### В качестве режиссёра
- 2001 — Желание сердца / Dil Chahta Hai
- 2004 — Цель жизни / Lakshya
- 2006 — Дон. Главарь мафии / Don
- 2007 — Positive (короткометражный)
- 2011 — Дон. Главарь мафии 2 / Don 2

### В качестве актёра
| Год  |   | Русское название            | Оригинальное название    | Роль                                |
| ---- | - | --------------------------- | ------------------------ | ----------------------------------- |
| 2008 | ф | Играем рок!!                | Rock On!!                | Адитья Шрофф                        |
| 2009 | ф | Шанс на удачу               | Luck By Chance           | Викрам Джайсингх                    |
| 2010 | ф | Картик звонит Картику       | Karthik Calling Karthik  | Картик Нараян                       |
| 2011 | ф | Жизнь не может быть скучной | Zindagi Na Milegi Dobara | Имран Хабиб                         |
| 2013 | ф | Говорит и показывает Бомбей | Bombay Talkies           | в роли самого себя                  |
| 2013 | ф | Беги, Милка, беги!          | Bhaag Milkha Bhaag       | Мидка Сингх                         |
| 2014 | ф | Обратная сторона брака      | Shaadi Ke Side Effects   | Сиддхарт Рой                        |
| 2015 | ф | Пусть сердце бьется         | Dil Dhadakne Do          | Санни Гилл                          |
| 2016 | ф | Ферзь / Игра навылет        | Wazir                    | Даниш Али                           |
| 2016 | ф |                             | Rock On 2                | Адитья Шрофф                        |
| 2017 | ф |                             | Daddy                    | Максуд (камео)                      |
| 2017 | ф |                             | Lucknow Central          | Кишан Мохан Гирхотра Mohan Girhotra |
| 2018 | ф |                             | The Fakir of Venice      | Ади                                 |
| 2019 | ф |                             | The Sky Is Pink          | Нирен Чаудхари                      |
| 2022 | с | Мисс Марвел                 | Ms. Marvel               | Валид                               |

### В качестве продюсера
- 2006 — Дон. Главарь мафии / Don
- 2007 — Путешествие в медовый месяцHoneymoon Travels Pvt. Ltd.
- 2011 — Game
- 2011 — Дон. Главарь мафии 2 / Don 2
- 2012 — Истина где-то рядом / Talaash: The Answer Lies Within
- 2013 — Бездельники / Fukrey
- 2015 — Бангистан / Bangistan
- 2016 — Смотри снова и снова / Baar Baar Dekho
- 2017 — Богатей / Raees
- 2017 — Inside Edge
- 2017 — Fukrey Returns

## Дискография
- 2019 — Echoes

### В качестве закадрового исполнителя
- 2008 — «Играем рок!!» — «Socha Hai», «Pichle Saat Dinon Mein», «Rock On!!», «Tum Ho Toh», «Sinbad The Sailor» (дуэт с Раханом Махадеваном)
- 2011 — «Жизнь не может быть скучной» — «Señorita» (трио с Ритиком Рошаном и Абхаем Деолом), «Toh Zinda Ho Tum»
- 2014 — Shaadi Ke Side Effects — «Yahaan Wahaan», «Bawla Sa Sapna», «Aahista Aahista»
- 2015 — Dil Dhadakne Do — «Dil Dhadakne Do» (дуэт с Приянкой Чопрой), «Gallan Goodiyan»
- 2016 — Wazir — «Atrangi yaari» (дуэт с Амитабхом Баччаном)
- 2016 — Rock On 2 — «Jaago» (дуэт с Сиддхартхом Махадеваном), «You Know What I Mean», «Manzar Naya», «Woh Jahaan» (дуэт с Шраддхой Капур)
- 2018 — Bharat Ane Nenu (тел.) — «I Don’t Know»